# Metabasit
Metabasit ist in der Geologie die Bezeichnung für eine Gruppe von metamorphen Gesteinen, welche aus basischen Magmatiten wie Basalt, Andesit oder Gabbro als Vorläufergesteine (Protolithen) entstanden sind. Der Begriff bezeichnet somit kein spezielles Gestein.
Da basische Magmatite relativ verbreitet sind, werden auch die aus ihnen hervorgegangenen Metabasite in metamorphen Gesteinsserien häufig gefunden. Diese Verbreitung macht sie zu einfach zugänglichen Studienobjekten, und der finnische Petrograph Pentti Eskola verwendete aus diesem Grund die Metabasite als Grundlage für sein Konzept der metamorphen Fazies, d. h., der Einteilung der Mineralparagenesen metamorpher Gesteine nach den jeweiligen Druck- und Temperaturbedingungen der Metamorphose.
Beispiele für metamorphe Gesteine, die Metabasite darstellen können, sind etwa die bereits von Eskola zur Benennung seiner Fazies herangezogenen Gesteine Grünschiefer, verschiedene Hornfelse, Amphibolit, Epidotamphibolit, Blauschiefer und Eklogit.